# Sabine Krause
Sabine Krause (* 1979) ist eine deutsche Schauspielerin. Sie lebt in Berlin.

## Karriere
Nach einer kleineren Rolle 2001, spielte sie 2005 in Esther Gronenborns Film Adil geht einen größeren Part. 2009 war sie dann auch in der ARD-Produktion Die kluge Bauerntochter zu sehen. In 
Mathieu Seilers (Drehbuch und Regie) Mysteriestreifen Der Ausflug (2012) verkörpert sie die Hauptrolle der Stella.

## Filmografie (Auswahl)
- 2001: Kleine Kreise
- 2005: Adil geht
- 2007: Nachtblind
- 2008: On Time
- 2008: Able
- 2009: Die kluge Bauerntochter
- 2010: 3
- 2011: 90 Minuten – Das Berlin Projekt
- 2014: Last Christmas